# حي 14 أكتوبر (أبين)
حي 14 أكتوبر هو أحد أحياء مدينة مودية في محافظة أبين اليمنية. يبلغ تعداد سكانه 3366 نسمة حسب التعداد السكاني في اليمن لعام 2004.